# Lophuromys roseveari
Lophuromys roseveari — вид гризунів родини мишевих (Muridae). Зустрічається тільки в Камеруні. Його природними середовищами існування є субтропічні або тропічні вологі гірські ліси, субтропічні або тропічні вологі чагарники, субтропічні або тропічні високогірні чагарники, субтропічні або тропічні високогірні луки, плантації та сільські сади.